# Zecovi
Zecovi (cyr. Зецови) – wieś w Bośni i Hercegowinie, w Republice Serbskiej, w mieście Prijedor. W 2013 roku liczyła 353 mieszkańców.